# Ron Snell
Pour les articles homonymes, voir Snell.
Ron Snell (né le 11 août 1948 à Regina en Saskatchewan) est un joueur de hockey sur glace qui fut repêché par les Penguins de Pittsburgh au deuxième tour (14e au total) du repêchage amateur de la LNH 1968 et qui joua au poste d'ailier droit pendant 7 matches pour ces derniers, amassant 5 points, puis pour les Jets de Winnipeg de l'Association mondiale de hockey.